# Axiodes astrapaea
Axiodes astrapaea là một loài bướm đêm trong họ Geometridae.